# Gelsey Kirkland
Gelsey Kirkland (Bethlehem, 29 dicembre 1952) è un'ex ballerina statunitense.
Ricordata come una delle maggiori danzatrici classiche statunitensi della sua generazione, nel corso della sua carriera è stata prima ballerina del New York City Ballet e dell'American Ballet Theatre.

## Biografia
Gelsey Kirkland è nata in Pennsylvania nel 1952, figlia del drammaturgo Jack Kirkland e dell'attrice Nancy Hoardley; sua sorella Johanna ha studiato danza alla School of American Ballet e ha danzato con il New York City Ballet.
Dopo un primo matrimonio con Greg Lawrence, terminato con il divorzio, si è risposata con Michael Chernov, suo collega all'American Ballet Theatre. Inoltre ebbe una relazione con Michail Baryšnikov durante gli anni settanta.
Nel corso della sua vita ha sofferto di depressione, anoressia, dismorfismo e tossicodipendenza, a causa della quale dovette rinunciare al ruolo della co-protagonista Emilia nel film di Herbert Ross Due vite, una svolta (1977).

## Carriera
Durante gli studi alla School of American Ballet, nel 1968 la quindicenne Gelsey Kirkland fu invitata ad unirsi al New York City Ballet da George Balanchine. L'anno successivo fu promossa al rango di solista, mentre nel 1972 fu proclamata prima ballerina della compagnia. Durante i suoi sei anni con il New York City Ballet danzò con successo in balletti di Balanchine, Jerome Robbins ed Antony Tudor, ottenendo vasti consensi di critica e pubblico per Goldberg Variations e per un nuovo allestimento de L'uccello di fuoco che Balanchine coreografò appositamente per lei. Inoltre danzò in classici quali Lo schiaccianoci e Dances at a Gathering.
Nel 1974 si unì all'American Ballet Theatre in veste di prima ballerina su invito di Michaeil Baryšnikov. Qui consolidò la sua reputazione come eccellente ballerina classica e ampliò il proprio repertorio con ruoli quali Giselle in Giselle, Kitri nel Don Chisciotte, Clara ne Lo schiaccianoci, Swanilda in Coppélia, Aurora ne La bella addormentata, Giulietta in Romeo e Giulietta, Lise ne La fille mal gardée, Clara ne Lo schiaccianoci, l'eponima protagonista ne La Sylphide e il duplice ruolo di Odette e Odile ne Il lago dei cigni.
Oltre a danzare spesso come partner di Baryšnikov e Rudol'f Nureev, tra la metà degli anni settanta e la fine degli anni ottanta danzò con alcune delle maggiori compagnie al mondo in qualità di étoile ospite. Nel 1975 si esibì con Baryšnikov, Carla Fracci e Paolo Bortoluzzi a Venezia, mentre nel 1982 danzò al Teatro Regio di Torino come protagonista di Coppélia. Nel 1984 lasciò l'American Ballet Theatre e, dopo una pausa di due anni dalla danza, nel 1986 tornò a danzare con il Royal Ballet, con cui aveva esordito nel 1980. In questa occasione danzò come Giulietta accanto al Romeo di Anthony Dowell nel Romeo e Giulietta di Kenneth MacMillan, danzando il pas de deux del primo atto anche in occasione del sessantasimo compleanno della Regina Elisabetta II. Nello stesso anno tornò al Covent Garden per danzare nel ruolo di Aurora ne La bella addormentata accanto al Principe di Stephen Jefferies. Successivamente avrebbe dovuto danzare con la compagnia anche nei ruoli di Giselle e Titania in The Dream, ma una frattura da stress al piede pose fine alla sua collaborazione con il Royal Ballet. Nel 1986 si ritirò dalle scene dopo una carriera di diciotto anni segnata da grandi successi ma anche continue e brusche interruzioni causate dalla sua salute fisica e mentale.
Dopo il ritiro dalle scene si dedicò all'insegnamento, all'attività da répétiteur e, occasionalmente, alla coreografia. Nel 2007 coreografò insieme al secondo marito e a Kevin McKenzie un nuovo allestimento de La bella addormentata per l'American Ballet Theatre; per l'occasione, Kirkland tornò a calcare le scene del Metropolitan Opera House per la prima volta in oltre vent'anni interpretando la malvagia fata Carabosse.

## Opere letterarie

### Autobiografie
- Dancing on My Grave: An Autobiography, con Greg Lawrence, Doubleday, 1986. ISBN 978-0385199643
- Shape of Love, con Greg Lawrence, Doubleday, 1990. ISBN 978-0385249188

### Narrativa
- The Little Ballerina and Her Dancing Horse, con Greg Lawrence, Doubleday, 1993. ISBN 978-0385469784